# Гофман, Ежи

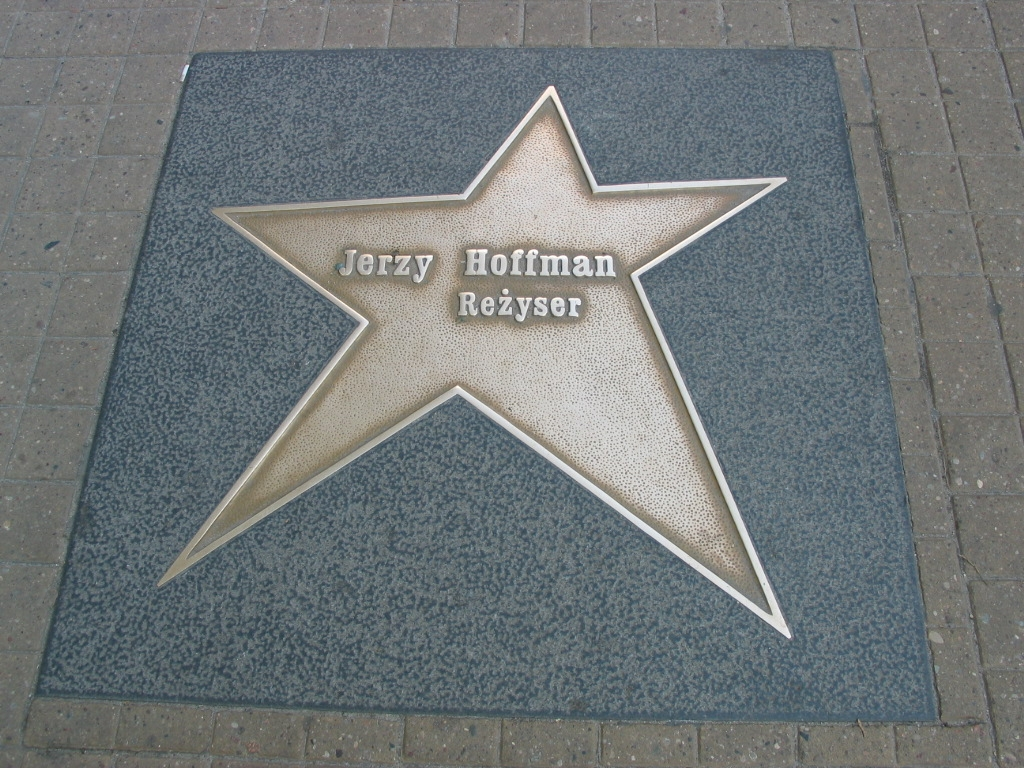
Звезда Ежи Гофмана на Аллее Звёзд в Лодзи.

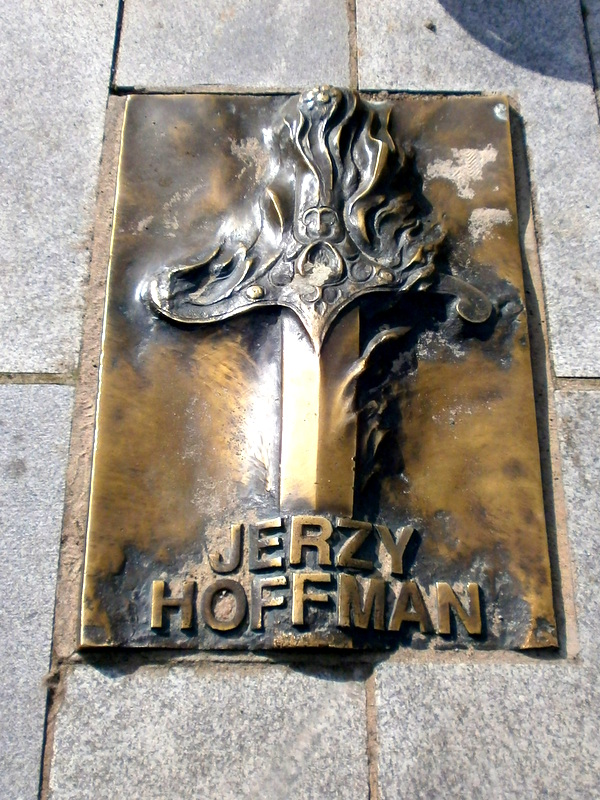
Мендзыздрое, мемориальная доска

Е́жи Юлиан Го́фман (Хо́ффман, пол. Jerzy Julian Hoffman; род. 15 марта 1932, Краков) — польский кинорежиссёр и сценарист.

## Биография
Родился в семье польских евреев, которая после 1939 года была депортирована в Сибирь. Его отец, врач по профессии, пошёл добровольцем в сформированную в СССР первую дивизию имени Костюшко Войска польского.
После войны Ежи Гофман вернулся в Польшу. Обучался в Быдгоще. В 1955 году окончил Всесоюзный государственный институт кинематографии СССР в Москве. В том же году дебютировал как режиссёр. Наиболее известен благодаря экранизациям романов Генрика Сенкевича. В четырёх фильмах исполнял роли (в трех из них играл самого себя), в двух был рассказчиком. Почётный гражданин Быдгоща с 2003 года.
В 1965 году Гофман женился на киевлянке Валентине Трахтенберг, с которой прожил в браке до самой её смерти в 1998. Именно ей посвящен фильм «Огнём и мечом».
Лауреат кинопремий нескольких международных конкурсов. Награждён призами польского Министерства культуры.

## Избранная фильмография (режиссёр и сценарист одновременно)
- 1963 — Гангстеры и филантропы (с Эдвардом Скужевским)[5].
- 1964 — Закон и кулак (с Эдвардом Скужевским).
- 1967 — Отец
- 1969 — Пан Володыёвский (экранизация одноимённого романа Генрика Сенкевича).
- 1974 — Потоп (экранизация одноимённого романа Сенкевича)[6].
- 1976 — Прокажённая (по роману Хелены Мнишек)[7].
- 1978 — До последней капли крови
- 1982 — Знахарь (экранизация романа Тадеуша Доленги-Мостовича)[8].
- 1992 — Прекрасная незнакомка (по мотивам рассказа Алексея Толстого «Возмездие»)
- 1999 — Огнём и мечом (экранизация романа Сенкевича)[9].
- 2003 — Древнее предание: Когда солнце было богом (экранизация новеллы Юзефа Игнация Крашевского).
- 2008 — Украина — Становление нации (документальный фильм)
- 2011 — Варшавская битва. 1920

## Награды
- Большой крест ордена Возрождения Польши (1999)[10].
- Офицер ордена Возрождения Польши (1983)[11].
- Кавалер ордена Возрождения Польши (1974)[12].
- Золотой Крест Заслуги (1959)[11].
- Золотая медаль имени С. Ф. Бондарчука «За выдающийся вклад в кинематограф» МКФ «Золотой Витязь» (2004)[13].
- Золотая Медаль «За заслуги в культуре Gloria Artis» (2005)[14].
- Орден «За заслуги» ІІІ степени (17 ноября 2000 года, Украина) — за весомые достижения в области искусства и культуры, высокий профессионализм[15].